# 厚生勞動大臣
厚生勞動大臣（日语：／ Kōsei rōdō daijin）是日本內閣中掌管厚生勞動省的國務大臣，相當於他國衛生部長兼勞動部長。

## 概要

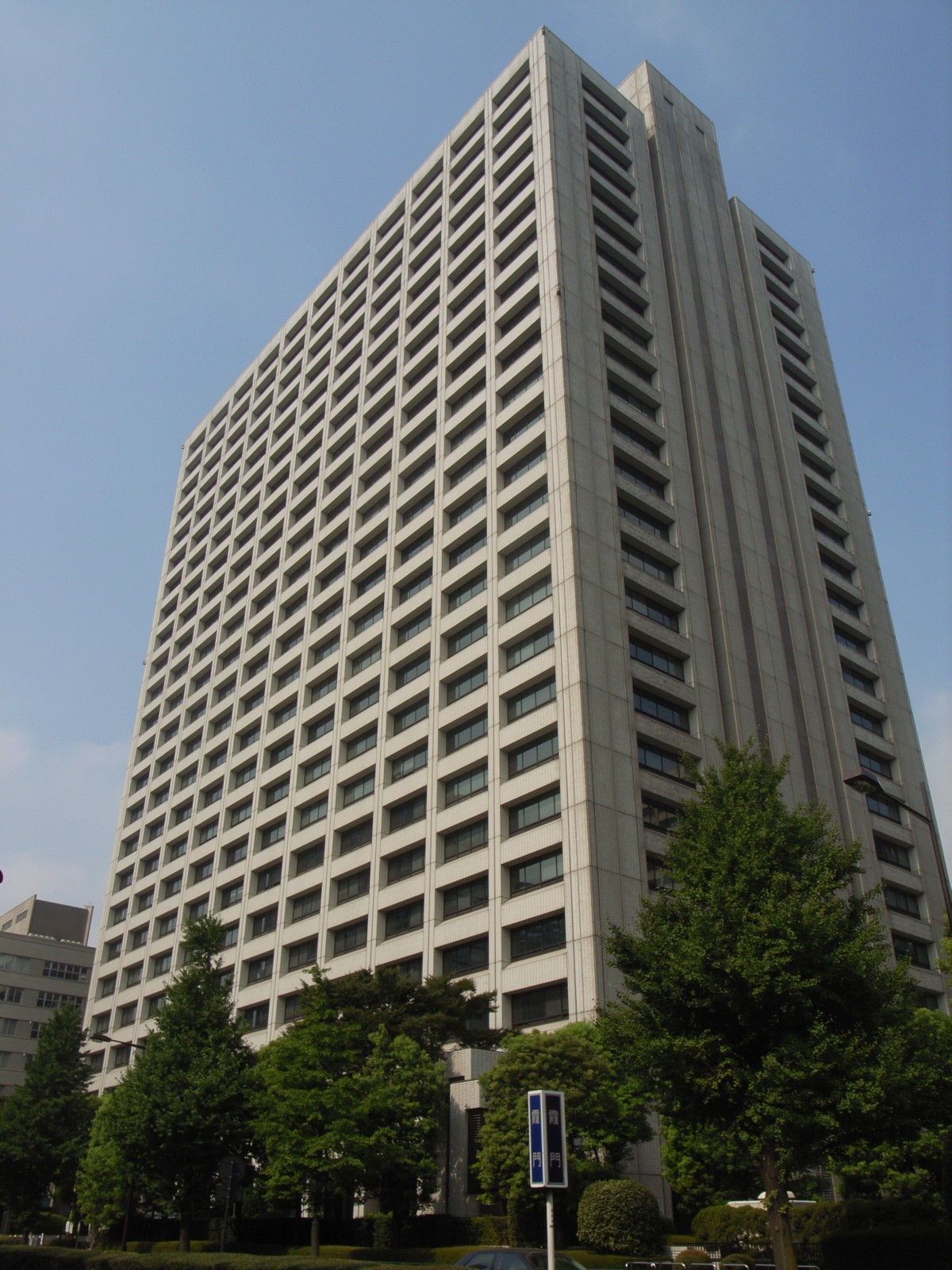
厚生勞動省所在的中央合同廳舍第5號館

厚生勞動大臣為日本厚生勞動省的主任大臣。是主掌社會保障行政與勞動行政的國務大臣。具體事項包含保障與提升國民生活，提升與促進社會福利、社會保障、公共衛生，整備勞動條件與勞動環境等。厚生勞動省前身之一的厚生省繼承了過去的第一復員省、第二復員省，因此引揚者、戰傷病者、戰死者遺族、未返國留守家族等的協助，及舊陸軍、舊海軍剩餘業務也在管轄範圍內

## 沿革
中央省廳再編的2001年（平成13年）1月6日成立厚生勞動省。過去厚生省所管之社會保險、公共補助、社會福利、公共衛生及醫療、老年保健等社會保障行政，以及勞動省所管之勞動行政，由厚生勞動省繼承。同時，廢止厚生大臣、勞動大臣，新設厚生勞動大臣。同日第2次森改造內閣（中央省廳再編後）成立，眾議院議員坂口力出任厚生勞動大臣。
在任時間最長的出任厚生勞動大臣是坂口力的1360日。坂口總共經歷了第2次森改造內閣（中央省廳再編後）、第1次小泉內閣、第1次小泉第1次改造內閣、第1次小泉第2次改造內閣、第2次小泉內閣五任內閣。坂口還曾在細川內閣擔任勞動大臣，以及在第2次森改造內閣（中央省廳再編前）擔任厚生大臣兼勞動大臣。其次是安倍內閣的鹽崎恭久（1065日）、舛添要一（751日）。

## 名稱
「厚生勞動」的名稱是小淵第1次改造內閣的中央省廳等改革推進本部研擬新省名時，由時任內閣總理大臣小淵惠三命名。英語為「Minister of Health, Labour and Welfare」。

## 歷任大臣
| 厚生労働大臣 | 厚生労働大臣  | 厚生労働大臣  | 厚生労働大臣                                           | 厚生労働大臣                | 厚生労働大臣                                           | 厚生労働大臣 | 厚生労働大臣 |
| 代           | 姓名          | 姓名          | 內閣                                                   | 內閣                        | 在職期間                                               | 黨派         | 備註         |
| ------------ | ------------- | ------------- | ------------------------------------------------------ | --------------------------- | ------------------------------------------------------ | ------------ | ------------ |
| 1            |               | 坂口力        | 第2次森內閣                                            | 改造內閣 （中央省廳再編後） | 2001年（平成13年）1月6日 - 2001年（平成13年）4月26日   | 公明黨       |              |
| 2            | 第1次小泉內閣 | 第1次小泉內閣 | 2001年（平成13年）4月26日 - 2003年（平成15年）11月19日 | 公明黨                      | 再任                                                   |              |              |
| 2            |               | 坂口力        | 2001年（平成13年）4月26日 - 2003年（平成15年）11月19日 | 第1次改造內閣               | 公明黨                                                 | 留任         |              |
| 2            |               | 坂口力        | 2001年（平成13年）4月26日 - 2003年（平成15年）11月19日 | 第2次改造內閣               | 公明黨                                                 | 留任         |              |
| 3            | 第2次小泉內閣 | 第2次小泉內閣 | 2003年（平成15年）11月19日 - 2004年（平成16年）9月27日 | 公明黨                      | 再任                                                   |              |              |
| 4            |               | 尾辻秀久      |                                                        | 改造內閣                    | 2004年（平成16年）9月27日 - 2005年（平成17年）9月21日  | 自由民主黨   |              |
| 5            | 第3次小泉內閣 | 第3次小泉內閣 | 2005年（平成17年）9月21日 - 2005年（平成17年）10月31日 | 自由民主黨                  | 再任                                                   |              |              |
| 6            |               | 川崎二郎      |                                                        | 改造內閣                    | 2005年（平成17年）10月31日 - 2006年（平成18年）9月26日 | 自由民主黨   |              |
| 7            |               | 柳澤伯夫      | 第1次安倍內閣                                          | 第1次安倍內閣               | 2006年（平成18年）9月26日 - 2007年（平成19年）8月27日  | 自由民主黨   |              |
| 8            |               | 舛添要一      |                                                        | 改造內閣                    | 2007年（平成19年）8月27日 - 2007年（平成19年）9月26日  | 自由民主黨   |              |
| 9            | 福田康夫內閣  | 福田康夫內閣  | 2007年（平成19年）9月26日 - 2008年（平成20年）9月24日  | 自由民主黨                  | 再任                                                   |              |              |
| 9            |               | 舛添要一      | 2007年（平成19年）9月26日 - 2008年（平成20年）9月24日  | 改造內閣                    | 自由民主黨                                             | 留任         |              |
| 10           | 麻生內閣      | 麻生內閣      | 2008年（平成20年）9月24日 - 2009年（平成21年）9月16日  | 自由民主黨                  | 再任                                                   |              |              |
| 11           |               | 長妻昭        | 鳩山由紀夫內閣                                         | 鳩山由紀夫內閣              | 2009年（平成21年）9月16日 - 2010年（平成22年）6月8日   | 民主黨       |              |
| 12           | 菅直人內閣    | 菅直人內閣    | 2010年（平成22年）6月8日 - 2010年（平成22年）9月17日   | 民主黨                      | 再任                                                   |              |              |
| 13           |               | 細川律夫      |                                                        | 第1次改造內閣               | 2010年（平成22年）9月17日 - 2011年（平成23年）9月2日   | 民主黨       |              |
| 13           |               | 細川律夫      | 第2次改造內閣                                          | 民主黨                      | 2010年（平成22年）9月17日 - 2011年（平成23年）9月2日   | 留任         |              |
| 14           |               | 小宮山洋子    | 野田內閣                                               | 野田內閣                    | 2011年（平成23年）9月2日 - 2012年（平成24年）10月1日   | 民主黨       |              |
| 14           |               | 小宮山洋子    | 第1次改造內閣                                          | 民主黨                      | 2011年（平成23年）9月2日 - 2012年（平成24年）10月1日   | 留任         |              |
| 14           |               | 小宮山洋子    | 第2次改造內閣                                          | 民主黨                      | 2011年（平成23年）9月2日 - 2012年（平成24年）10月1日   | 留任         |              |
| 15           |               | 三井辨雄      |                                                        | 第3次改造內閣               | 2012年（平成24年）10月1日 - 2012年（平成24年）12月26日 | 民主黨       |              |
| 16           |               | 田村憲久      | 第2次安倍內閣                                          | 第2次安倍內閣               | 2012年（平成24年）12月26日 - 2014年（平成26年）9月3日  | 自由民主黨   |              |
| 17           |               | 鹽崎恭久      |                                                        | 改造內閣                    | 2014年（平成26年）9月3日 - 2014年（平成26年）12月24日  | 自由民主黨   |              |
| 18           | 第3次安倍內閣 | 第3次安倍內閣 | 2014年（平成26年）12月24日 - 2017年（平成29年）8月3日  | 再任                        |                                                        | 自由民主黨   |              |
| 18           |               | 鹽崎恭久      | 2014年（平成26年）12月24日 - 2017年（平成29年）8月3日  | 第1次改造內閣               | 留任                                                   | 自由民主黨   |              |
| 18           |               | 鹽崎恭久      | 2014年（平成26年）12月24日 - 2017年（平成29年）8月3日  | 第2次改造內閣               | 留任                                                   | 自由民主黨   |              |
| 19           |               | 加藤勝信      |                                                        | 第3次改造內閣               | 2017年（平成29年）8月3日 - 2017年（平成29年）11月1日   | 自由民主黨   | 横滑り       |
| 20           | 第4次安倍內閣 | 第4次安倍內閣 | 2017年（平成29年）11月1日 - 2018年（平成30年）10月2日  | 自由民主黨                  | 再任                                                   |              |              |
| 21           |               | 根本匠        |                                                        | 第1次改造內閣               | 2018年（平成30年）10月2日 - 2019年（令和元年）9月11日  | 自由民主黨   |              |
| 22           |               | 加藤勝信      |                                                        | 第2次改造內閣               | 2019年（令和元年）9月11日 - 2020年（令和2年）9月16日   | 自由民主黨   | 再任         |
| 23           |               | 田村憲久      | 菅義偉內閣                                             | 菅義偉內閣                  | 2020年（令和2年）9月16日 - 2021年10月4日               | 自由民主黨   | 再任         |
| 24           |               | 後藤茂之      | 第一次岸田內閣                                         | 第一次岸田內閣              | 2020年（令和2年）10月4日 - 2021年11月10日              | 自由民主黨   |              |
| 25           |               | 後藤茂之      | 第二次岸田內閣                                         | 第二次岸田內閣              | 2021年（令和3年）11月10日 - 2022年8月10日              | 自由民主黨   | 再任         |
| 26           |               | 加藤勝信      |                                                        | 第1次改造内閣               | 2022年（令和4年）8月10日 -2023年9月13日                | 自由民主黨   |              |
| 27           |               | 武見敬三      |                                                        | 第2次改造内閣               | 2023年（令和5年）9月13日 -2024年10月1日                | 自由民主黨   |              |
| 28           |               | 福岡資麿      |                                                        | 石破内閣                    | 2024年（令和6年）10月1日                               | 自由民主黨   |              |

## 外部連結
- 大臣・副大臣・政務官介紹｜厚生勞動省 （页面存档备份，存于）